# Phobaeticus kirbyi
Phobaeticus kirbyi Brunner von Wattenwyl, 1907 è un  insetto dell'ordine dei fasmidi originario del Borneo.

## Descrizione
Possiede un corpo lungo 328 mm e misura 546 mm considerando anche le zampe. Questo lo rende il secondo insetto più lungo conosciuto per quanto riguarda la lunghezza del corpo, dopo Phobaeticus chani, il cui corpo è lungo 357 mm (576 mm considerando anche le zampe).
L'esemplare tipo di Phobaeticus kirbyi è conservato presso il Natural History Museum di Londra.

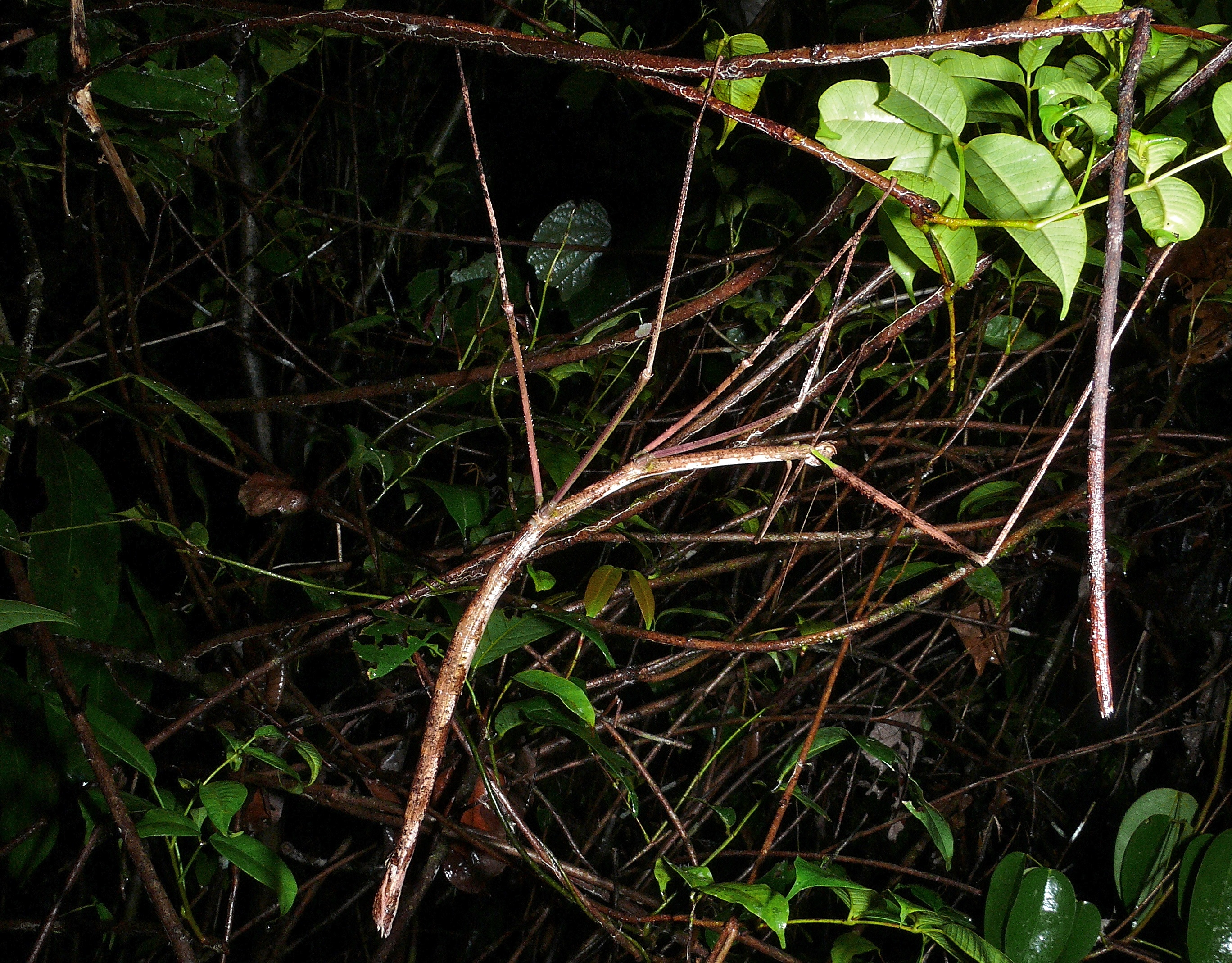
L'insetto in Malesia